# Спартак (женский баскетбольный клуб, Санкт-Петербург)
ЖБК «Спартак» Санкт-Петербург — российский профессиональный женский баскетбольный клуб из города Санкт-Петербурга. Выступает в Суперлиге России по баскетболу среди женщин. Высшим достижением команды является победа в чемпионате СССР по баскетболу среди женщин в 1974 году.

## История

### 1935—1987: Советское время
Женская команда была основана в 1935 году. С 1937 года она участвовала в чемпионате СССР. В 1938 году впервые были завоёваны бронзовые медали чемпионата.
До 1969 года коллектив не занимал позицию выше 6 места в таблице. С 1970 года успешно выступал на советском пространстве. В 1974 году впервые становится чемпионом СССР, прервав гегемонию рижского клуба «ТТТ».
В 1972–74 годах «Спартак» трижды подряд побеждает в розыгрыше Кубка обладателей кубков, завладевая этим почетным призом навечно. В 1975 году вновь одерживает победу в этом же турнире, который изменил название на Кубок Ронкетти. В эти годы команду тренировал Станислав Гельчинский. Баскетболистки, одновременно являвшиеся студентками ленинградских вузов и техникумов, вызывались в сборную СССР.
В 1987 году руководители профсоюзного спорта объединили «Труд», «Спартак», «Локомотив», «Зенит», «Урожай», «Трудовые резервы» и другие спортивные общества союзных республик в единое ВДФСО профсоюзов. В связи с этим у женской команды «Спартак» начались финансовые проблемы, начались поиски спонсоров. В итоге взамен неё была создана команда «Электросила», а спартаковский коллектив прекратил существование.

### 2007—2013: Возвращение клуба
В 2007 году на базе «Балтийской Звезды», вошедшей в структуру петербургского мужского «Спартака», была воссоздана женская баскетбольная команда «Спартак».
В сезоне 2010/2011 клуб принял участие в Балтийской женской баскетбольной лиге. По итогам регулярного чемпионата команда заняла первое место, но в «Финале четырёх» «Спартак» довольствовался серебряными медалями.
По окончании сезона 2010/2011 руководством был взят курс на омоложение состава и возвращение в основную команду воспитанниц петербургского баскетбола. В результате чего девять из двенадцати игроков основного состава следующего сезона были воспитанницами баскетбольных школ города (шесть баскетболисток имели звание Мастер спорта международного класса), а средний возраст составлял 23 года. Изменения произошли и в тренерском штабе: новым главным тренером стал Дмитрий Фёдорович Донсков, одновременно являющийся и главным тренером молодёжной сборной России, а его помощниками — Евгений Анатольевич Вострецов и Александр Викторович Гаршин.
С июня 2011 года у клуба начались финансовые проблемы.
Несмотря на это, баскетболистки клуба вызывались в сборные команды России различных возрастов. В 2011 году капитан «Спартака» Евгения Белякова стала чемпионкой Европы, а главный тренер Дмитрий Донсков и игрок молодёжной команды Елена Кривошеева стали серебряными призёрами чемпионата Европы среди девушек до 20 лет.
В 2012 году команда, под руководством Долопчи Андрея Владимировича, выступала в чемпионате России Суперлиги, в её состав входили Калмыкова Мария, Пименова Анастасия, Максименко Светлана, Фоменко Анастасия, Лаптева Ксения, Соколова Мария, Акимова Ирина, Щетина Анна, Сыч Полина. Сорокина Юля. И держалась на первых местах.
Но зимой 2012 клуб был близок к снятию с российских соревнований. А 16 февраля женский баскетбольный клуб «Спартак» из-за финансовых проблем был вынужден отказаться от участия в XVIII чемпионате Балтийской женской баскетбольной лиги.
К лету 2012 у клуба накопились долги перед несколькими баскетболистками и сотрудниками клуба.
В январе 2013 года клуб объявил о своём прекращении деятельности в связи с финансовыми проблемами.

### 2017 — настоящее время: Второе возвращение. Путь к успеху
В сезоне 2017/18 «Спартак» вновь заявился в турниры, проводимые РФБ, и начал своё выступление с третьей по значимости дивизиона — Суперлиге 2. Команда заняла место расформированного клуба «Ладога». Местом выступления стала СДЮШОР «Купчинский Олимп». 2 октября 2018 года коллектив возглавила Наталья Водопьянова. Бюджет в новом сезоне составлял 17 миллионов рублей, и должен был быть увеличен в двое к следующему.
По итогам сезона 2018/2019 «Спартак» вошёл в пятёрку сильнейших команд Суперлиги-2.
В сезоне 2019/2020 команда дебютировала в Суперлиге-1, где к концу турнира заняла 6-е место.
Летом 2020 года клуб награждён особой благодарностью от Российской Федерации Баскетбола «За возрождение легендарного баскетбольного клуба». В сезоне 2020/2021 петербургский «Спартак» стал бронзовым призёром чемпионата России среди женских команд Суперлиги-1, в сезоне 2023/2024 — серебряным.

## Достижения
- Чемпионат СССР
  -  Чемпион (1): 1974
  -  Серебряный призёр (4): 1970—1973
  -  Бронзовый призёр (3): 1938, 1940, 1976
- Кубок обладателей кубков/Кубок Ронкетти
  -  Обладатель (4): 1972—1975
- Всесоюзный чемпионат общества «Спартак»
  -  Чемпион (2): 1951, 1952
- Турнир сильнейших команд общества «Спартак»
  -  Чемпион (2): 1953, 1954
- Балтийская женская баскетбольная лига:
  -  Финалист (1): 2010/2011